# Nyctemera celsum
Nyctemera celsum är en fjärilsart som beskrevs av Swinhoe 1842. Nyctemera celsum ingår i släktet Nyctemera och familjen björnspinnare. Inga underarter finns listade i Catalogue of Life.